# Athènes-Ouest
Le district régional d’Athènes-Ouest  (grec moderne : Περιφερειακή ενότητα Δυτικού Τομέα Αθηνών) est l'un des districts régionaux de Grèce qui fait partie de la périphérie (région) de l'Attique. Ce district régional englobe la partie ouest-centrale de l'agglomération d'Athènes.

## Administration
Dans le cadre de la réforme gouvernementale de 2011, le programme Kallikratis, le district régional d'Athènes-Ouest, est créé en partie sur l'ancienne Préfecture d'Athènes. Il est divisé en 7 municipalités qui sont (numérotées selon la carte dans l'infobox) :
- Agía Varvára (2)
- Ágii Anárgyri-Kamateró (5)
- Aigáleo (6)
- Chaïdári (34)
- Ílion (18)
- Peristéri (30)
- Petroúpoli (31)